# Reform Party
Reform Party är ett politiskt parti i USA, grundat av affärsmannen och politikern Ross Perot 1995, sedan han hade misslyckats att som oberoende kandidat bli vald till USA:s president 1992. Han ställde själv upp för partiet i valet 1996 med ekonomen Pat Choate som vicepresidentkandidat men misslyckades att erhålla några elektorsröster med endast 8,4 % av rösterna, mot sitt tidigare resultat 18,9 % fyra år tidigare.
Partiet ställde på delstatsnivå upp till ett flertal ämbeten med växlande framgångar, och 1998 lyckades Jesse Ventura vinna guvernörsvalet i Minnesota som kandidat för partiet. Partiets budskap var till stor del populistiskt och pendlade beroende på område mellan ekonomisk och social vänster- och högerpolitik. Ventura bröt med partiet under sin period som guvernör, och partiets avdelning i hans delstat följde honom och bildade Independence Party of Minnesota, som lyckades etablera sig som den tredje starkaste politiska kraften i delstaten efter demokrater och republikaner. Sedan Venturas avgång 2003 har Reform Party inte lyckats ställa upp några uppmärksammade kandidater i vare sig nationella eller delstatliga val.

## Presidentkandidater och vicepresidentkandidater
- 1996 – Ross Perot och Pat Choate - 8 085 294 röster
- 2000 – Pat Buchanan och Ezola B. Foster - 448 895 röster
- 2004 – Ralph Nader och Peter Miguel Camejo - 465 151 röster
- 2008 – Ted Weill och Frank McEnulty - 481 röster
- 2012 – Andre Barnett och Ken Cross - 962 röster
- 2016 – Rocky De La Fuente och Michael Steinberg - 33 136 röster
- 2020 – Rocky De La Fuente och Darcy Richardson - 88 238 röster